# Трон: Арес
"Трон: Арес" (англ. Tron: Ares) — майбутній американський науково-фантастичний фільм режисера Йоахіма Реннінга. Сіквел фільму Трон: Спадок (2010) та третій повнометражний фільм у франшизі «Трон». Головні ролі у фільмі виконають Джаред Лето та Еван Пітерс.
Прем'єра фільму у США запланована на 10 жовтня 2025 року.

## У ролях
- Джаред Лето — Арес
- Еван Пітерс — Джуліан Діллінджер
- Грета Лі
- Джоді Тернер-Сміт
- Кемерон Монеген
- Сара Дежарденс
- Хасан Мінхаж
- Джилліан Андерсон
- Артуро Кастро
- Джефф Бріджес — Кевін Флінн

## Виробництво
Про розробку сиквела фільму Трон: Спадок було оголошено в жовтні 2010 року творцем франшизи Стівеном Лісбергером, при цьому сценаристи Едвард Кітсіс і Адам Горовіц повинні були написати сценарій і для нового фільму. У квітні 2011 року режисер Джозеф Косинські заявив, що сценарій все ще знаходиться в розробці, і що в новому фільмі сюжет розгорнеться в реальному світі. 31 березня Косинські повідомив, що сценарій фільму буде закінчено через два тижні, а його робоча назва — «TR3N». У червні стало відомо, що для написання сценарію був найнятий сценарист Девід Ді Джиліо. У березні 2012 року Брюс Бокслейтнер заявив, що, на його думку, зйомки можуть початися вже у 2014 році, після того, як Косинські звільниться після закінчення роботи над фільмом «Облівіон». У червні Кітсіс і Горовіц повідомили, що все ще беруть участь у проєкті, а в грудні Джессі Вігутоу був найнятий для переписування сценарію. У тому ж місяці було підтверджено, що Бокслейтнер і Ґаррет Гедлунд знімуться в новому фільмі.
У березні 2015 року стало відомо, що компанія Disney офіційно схвалила третій фільм з Гедлундом, Косинські й Олівією Вайлд, а виробництво мало розпочатися в жовтні у Ванкувері. Однак у травні Disney зняла фільм з виробництва, що підтвердила Вайлд у наступному місяці. Причиною скасування став касовий провал «Землі майбутнього». У липні Бокслейтнер заявив, що скасування фільму поклала край його зацікавленості у поверненні до франшизи, а у вересні Гедлунд заявив, що йому сказали, що сиквел не «зовсім мертвий», і він зацікавлений у поверненні, якщо буде оголошено про роботу над новим фільмом.
У серпні 2016 року Брігем Тейлор, на той час керівник відділу розробки в Disney, повідомив, що наразі ведуться переговори про майбутнє «Трону». У лютому 2017 року під час сесії питань і відповідей з Косинські заявив, що сиквел знаходиться скоріше в стані «кріогенної заморозки», а не повністю скасований. Причиною того, що «Трон» був відкладений, він назвав недавнє придбання компанією Disney компаній Lucasfilm і Marvel.
У березні 2017 року, попри висловлювання Косинські за місяць до цього, стало відомо, що франшиза буде перезавантажена, а Джаред Лето зіграє нового персонажа, на ім'я Арес, який був збережений у попередніх версіях сценарію сиквела. У серпні 2020 року режисером фільму став Гарт Девіс. Патріс Верметт був найнятий як художник-постановник.
У березні 2022 року, на рекламній кампанії «Морбіуса», Лето підтвердив, що фільм все ще знаходиться в розробці. До січня 2023 року Девіс покинув пост режисера, а Йоахім Рьоннінг почав переговори, щоб замінити його. У червні до акторського складу приєдналися Еван Пітерс, Грета Лі та Джоді Тернер-Сміт. У наступному місяці приєдналися Кемерон Монеген і Сара Дежарденс.
Основні зйомки мали розпочатися у Ванкувері 14 серпня 2023 року, але були відкладені на невизначений термін через страйки Гільдії письменників Америки 2023 року та SAG-AFTRA 2023 року. Після завершення страйків на початку листопада 2023 року зйомки, як повідомлялося, мали розпочатися на початку 2024 року. Однак наприкінці листопада 2023 року було оголошено, що зйомки проєкту офіційно розпочнуться після святкового сезону того ж року. У грудні Реннінг повідомив, що зйомки вже почалися. Джефф Кроненвет став оператором фільму. У лютому Disney опублікувала перший кадр з фільму, до акторського складу приєдналися Хасан Мінхаж і Артуро Кастро. У квітні Джефф Бріджес, який зіграв Кевіна Флінна у попередніх фільмах і Клу у фільмі «Трон: Спадок», підтвердив свою участь у фільмі. Зйомки завершилися 1 травня.